# Chorioactis geaster
Chorioactis geaster este singura specie din genul fungal Chorioactis. În Texas, ciuperca este numită "Texas star" („steaua Texasului”) sau "Devil's cigar" („trabucul diavolului”), iar în Japonia se numește „キリノミタケ” (kirinomitake).
Această ciupercă extrem de rară se distinge prin aspectul neobișnuit și răspândirea sa disjunctă: se găsește numai în anumite locații din Texas și Japonia, locuri foarte depărtate una de alta. Ascocarpul, care crește pe buștenii morți de Ulmus crassifolia (în Texas) și de stejar (în Japonia), seamănă cu un trabuc înainte de a se despica radial în 4-7 brațe care formează o stea. Suprafața interioară a ascocarpului are un țesut numit himeniu, care conține sporii, și este colorată în maro deschis sau portocaliu. Deschiderea ciupercii este însoțită de un sâsâit și de un norișor de spori.
Ciuperca a fost colectată prima oară în 1893 în orașul Austin, din Texas, iar specia a fost numită Urnula geaster; apoi a fost găsită în Kyushu în 1937, dar nu a mai fost văzută până în 1973. Deși noul gen Chorioactis a fost creat pentru a conține noua specie la câțiva ani după descoperirea originală, a fost acceptat ca valid abia în 1968. Clasificarea sa a fost și ea discutată. În trecut, a fost pusă în familia Sarcosomataceae, chiar dacă ascul (structura ca un sac în care se formează sporii) acestora nu era ca cel al acestei specii. Analizele filogenetice au clarificat clasificarea speciei Chorioactis geaster: împreună cu alte 3 genuri, formează familia Chorioactidaceae, un grup acceptat oficial în 2008. În 2009, cercetătorii japonezi au anunțat descoperirea unei forme ale acestei specii căreia îi lipsește stadiul sexuat al ciclului de viață; această formă asexuată a fost numită Kumanasamuha geaster.

## Istorie
Primul exemplar a fost colectat în 1893 în Austin de către botanistul Lucien Marcus Underwood, care a trimis specimenele micologului Charles Horton Peck pentru a le identifica. Peck a descris specia Urnula geaster în revista Annual Report of the New York State botanist (Raportul anual al botanistului din New York), dar și-a exprimat dubiile cu privire la poziția speciei în genul Urnula. În 1902, studenta micologă Elsie Kupfer a contestat clasificarea unor specii în genurile Urnula și Geopyxis într-o publicație din 1896 despre Discomycetes de Heinrich Rehm. Ea considera transferul făcut de el în genul Geopyxis ilogic: 
„Chiar și extern această ciupercă nu corespunde propriei descrieri a lui Rehm a genului Geopyxis în care o plasează; textura apotecii este descrisă ca fiind cărnoasă, piciorul, scurt și uneori subțire; în timp ce la această plantă[sic], textura pieloasă a pălăriei și lungimea și grosimea piciorului sunt caracteristicile sale notabile.”
 Lucrând sub asistența lui Underwood, Kupfer a comparat structura microscopică a himeniului lui Chorioactis geaster cu a celui unor specii similare: Geopyxis carbonaria, Urnula craterium și Urnula terrestris (cunoscută acum ca Podophacidium xanthomelum). A tras concluzia că Chorioactis geaster era atât de diferită de celelalte specii, încât avea nevoie de propriul gen — genul Chorioactis. Deși genul nu a fost acceptat de la început de toți micologii, cum erau Frederick De Forest Heald și Frederick Adolf Wolf într-o lucrare din 1910 și Fred Jay Seaver în 1928 și 1942, a fost confirmat în 1968 de Finn-Egil Eckblad în monografia sa despre Discomycetes.

## Clasificare și numire
În trecut, această specie era considerată ca fiind în familia Sarcosomataceae. O monografie din 1983 despre familie punea genul Chorioactis în tribul Sarcosomatae, împreună cu genurile Desmazierella, Sarcosoma, Korfiella, Plectania și Urnula, un grup de ciuperci caracterizat prin absența de pe spori a unor proeminențe numite „verruculae” care pot absorbi pigment albastru. Un studiu din 1994 despre structura ascului și a sporilor a arătat că Chorioactis era mai apropiat de Sarcoscyphaceae, deși stratul de celule din pereții ascului era diferit de cel al celorlalți membri ai familiei. De-abia în 1999 analizele filogenetice au arătat adevărul: C. geaster forma un grup împreună cu genurile Desmazierella, Neournula și Wolfina, care au fost și ele clasificate în mod greșit.

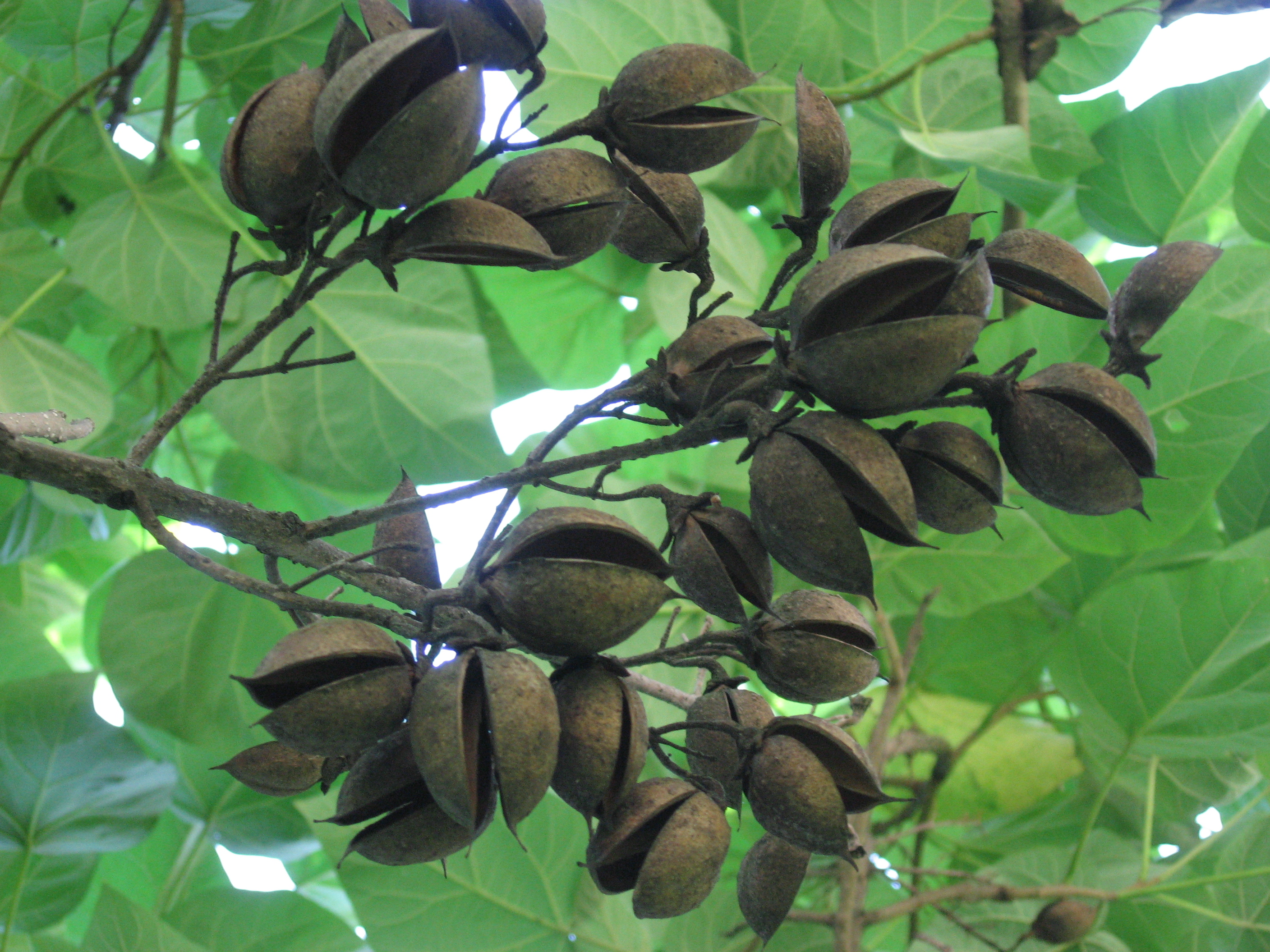
Fructele uscate ale lui kiri, „pomul împărătesei”

A doua parte a numelui, geaster, face aluzie la membrii genului Geastrum, cu basidiocarpuri în formă de stea care sunt numite „steaua pământului”. În SUA, C. geaster este cunoscută ca „Texas Star” sau „Devil's cigar”. Micologul american Fred Jay Seaver a spus despre originea numelui: „Dacă numele de «Devil's cigar» se referă la forma specimenelor tinere care seamănă cu un trabuc umflat, atât ca formă cât și ca culoare, sau la faptul că ciuperca pare să «scoată fum» la maturitate, noi nu putem spune… În orice caz, numele este foarte potrivit.” În 1997, senatorul Texasului, Chris Harris, a propus o lege prin care să facă C. geaster ciuperca de stat a statului Texas. Legea a mers până la Senatul Texasului, dar nu a ajuns până la Casa reprezentanților Texas. În Japonia, ciuperca se numește kirinomitake (キリノミタケ), pentru că, înainte de deschidere, ciuperca seamănă cu fructele copacului kiri, pomul împărătesei (Paulownia tomentosa).

## Descriere

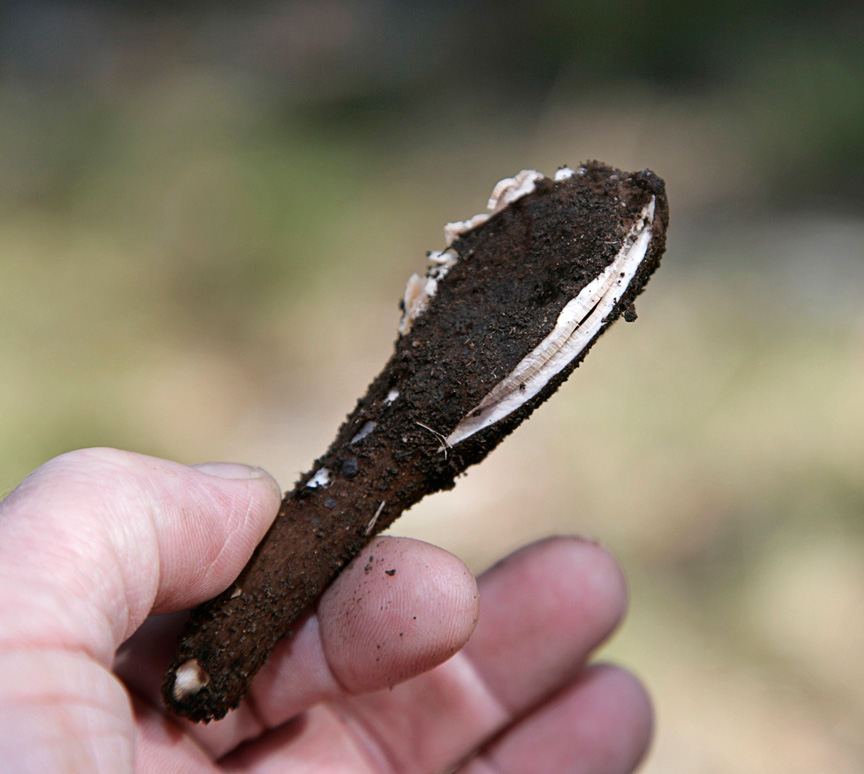
Un specimen cu puțin după dehiscență, dar înainte de a se despica într-o formă de stea.

Specimenele tinere de C. geaster au un corp gol, în formă de trabuc, atașat de picior. Piciorul, care este parțial îngropat în pământ, este mai scurtă sau egală cu ascocarpul, deși lungimea sa este variabilă în funcție de adâncimea rădăcinii de copac de care este atașată. „Carnea” ciupercii este albă, iar interiorul gol al ascocarpului este alb-gălbui, devenind maro cu vârsta. Grosimea ciupercii variază de la 1,2 la 3,5 cm în porțiunea cea mai groasă, iar piciorul are între 0,75 și 1,5 cm lățime și între 1 și 5 cm lungime. Și ascocarpul, și piciorul sunt acoperiți cu un strat de perișori catifelați, numit tomentum. La maturitate, ascocarpul se despică într-o formă de stea, a cărei raze se curbează în jos, la fel ca la genul Geastrum. Sporii se formează pe suprafața interioară a razelor, a căror culoare depinde de maturitatea specimenului, variind de la alburiu la șofran la castaniu. Razele au o grosime de 0,35 cm.
Ciuperca rămâne închisă până puțin înainte de împrăștierea sporilor; deschiderea, numită științific „dehiscență”, este cauzată de presiunea exercitată de parafizele umflate. Parafizele sunt celule fără rol în reproducere care se găsesc între spori. Dehiscența este acompaniată de un norișor de spori care seamănă cu fumul. Se crede că acest norișor este cauzat de schimbarea bruscă a umidității relative între aerul de dinăuntrul ciupercii și cel de dinafară. Dehiscența este însoțită și de un sâsâit, ceva ce se mai întâmplă în alte 15 specii de fungi.

### Caracteristici microscopice

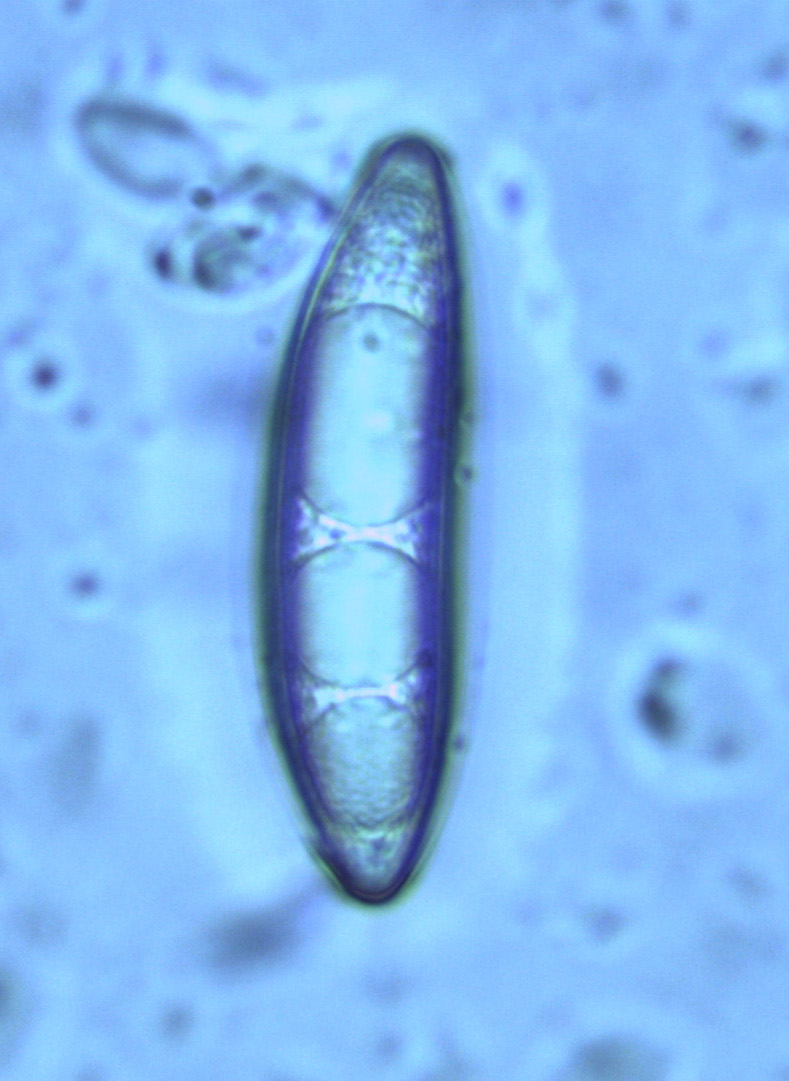
Sporii au forma unei banane de ciocolată și conțin între 3 și 5 picături de ulei.

Sporii sunt elipsoidiali și sunt plați pe o parte. Au lungimea de între 54 și 68 µm și lățimea de 10–13 µm. Au în ei între 3 și 5 picături de ulei. Deși sporii au fost descriși în lucrările mai vechi ca fiind netezi, la microscoapele performante de azi se pot vedea puncte și găurele mici. Sporii se dezvoltă în același ritm cu ascul, lucru care se întâmplă și la genurile Cookeina și Microstoma. La fel ca ceilalți membri ai ordinului Pezizales, ascii acestei specii au un opercul („căpăcel”) care se deschide când sporii sunt împrăștiați. Totuși, operculul lui Chorioactis geaster are o zonă cu două straturi pe la margine, făcând-ul distinct structural față de cel al altor membri din familiile  Sarcosomataceae și Sarcoscyphaceae.
La fel ca la alte discomicete, ascocarpul constă din trei straturi de țesuturi: himeniul, hipoteciul și excipulul. Stratul exterior este himeniul, care poartă sporii. Himeniul conține asci intercalați cu parafize. La Chorioactis geaster, ascii au o formă de măciucă. Au lungimea de 700–800 µm și lățimea de 14–17,25 µm. și sunt îngustați brusc la bază într-un pedicel îngust. Parafizele sunt inițial filamentoase sau filiforme, dar se umflă în timp până arată ca un șir de mărgele. Se crede că umflarea parafizelor produce expansiunea himeniului, care, la rândul  său, produce deschiderea ciupercii; asta plasează ascii în poziția optimă pentru împrăștierea sporilor. Hipoteciul este un strat subțire de hife strâns împletite care susține himeniul, iar sub hipoteciu se află excipulul, un strat gros de hife care nu sunt așa de strâns împletite. Această structură, similară parenchimului plantelor, dă țesutului o textură fibroasă. Diametrul hifelor din excipul este de 34 µm, iar cel al hifelor din hipoteciu este de 10–14 µm. La microscopul electronic, se pot vedea pe perișorii maro de la suprafață țepi conici.

### Formă anamorfă
Așa-numiții fungi imperfecti sau Deuteromycota sunt cei cărora le lipsește un stadiu sexuat în ciclul de viață și se reproduc asexuat prin mitoză în niște structuri numite conidii. Uneori, stadiul sexuat (sau teleomorf) este identificat mai târziu și între specii este stabilită o relație de anamorf-teleomorf. Codul Internațional de Nomenclatură pentru Alge, Fungi și Plante permite recunoașterea a două sau mai multe nume științifice pentru o ciupercă, unul pentru anamorf și celălalt pentru teleomorf. În 2004, oamenii de știință au raportat o relație între C. geaster și niște structuri ca niște smocuri maro care cresc pe lemnul putred. Comparându-le o parte din ADN-ul ribozomal, au stabilit o legătură filogenetică între Chorioactis și ciuperca pe care au numit-o Conoplea aff. elegantula. Dar nu au reușit să o facă pe cea din urmă să crească pe un mediu artificial, și nu au reușit să stabilească o relație de teleomorf-anamorf între cele două specii. În 2009, cercetătorii japonezi au anunțat descoperirea unei ciuperci similare care creștea tot pe bușteni putrezi asociați în mod normal cu Chorioactis geaster; au reușit să crească ciuperca în culturi axenice (lipsite de agenți patogeni), din spori ai lui C. geaster. Au numit anamorful Kumanasamuha geaster, pentru că era similar cu membrii genului Kumanasamuha.

## Habitat și ecologie
Chorioactis geaster are o răspândire disjunctă și a fost culeasă doar în Texas și Japonia. Primul raport confirmat a fost din Kyūshū, în 1937, și nu a mai fost găsită acolo decât după 36 de ani. Mai apoi, a fost găsită într-o pădure umedă de lângă satul Kawakami din prefectura Nara. În Japonia, habitatul ciupercii dispare din cauza despăduririlor și a înlocuirii stejarilor lângă rădăcinile cărora crește cu cedrul japonez, Cryptomeria japonica. În Japonia, este pusă pe lista de specii în pericol. În Texas, ciuperca se întâlnește în comitatele Collins,, Hays, Travis, Dallas, Denton, Guadelupe, Tarrant și Hunt. Comitatele Travis, Hays și Guadelupe sunt în centrul Texasului, iar restul sunt în nord-est. Deși specia este considerată rară din cauza răspândirii limitate, poate fi abundentă la nivel local.

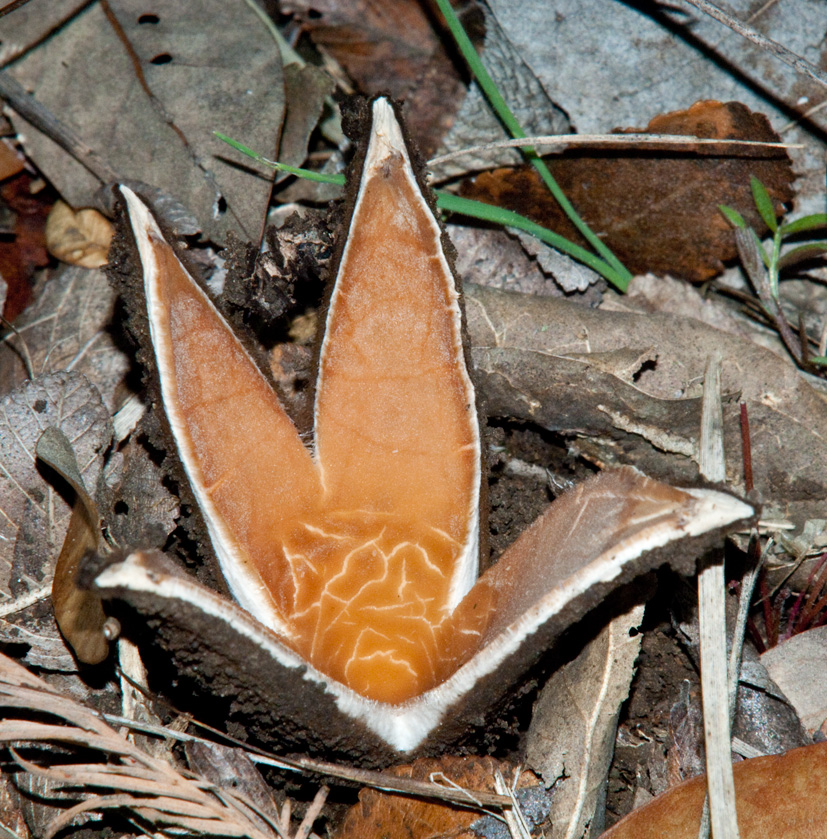
Un specimen texan care arată clar diferențele de culoare și de textură din straturile exterioare, medii și interioare.

Deși rămâne loc de dubii, se crede că Chorioactis geaster se hrănește cu materie organică în descompunere. În Texas, ciupercile se găsesc crescând singure sau în grupuri din rădăcini, crengi și buturugi putrede de Ulmus crassifolia sau de Symplocos myrtacea. În Japonia, ciuperca crește pe stejarii morți. Pot fi adunate dens la baza butucului, sau pot crește din rădăcini diferite ale aceluiași copac. Piciorul începe la 5–10 cm sub pământ.
Oamenii de știință nu știu încă de ce Chorioactis geaster se întâlnește doar în Texas și în Japonia, regiuni care sunt cam la aceeași latitudine, dar separate de Oceanul Pacific. Fred Jay Seaver a spus: „Asta e doar o altă demonstrație a răspândirii neobișnuite și imprevizibile a multor specii de fungi. Ar fi foarte dificil să explicăm asta, și mai bine doar acceptăm faptele așa cum sunt.” În 2004, un studiu a comparat ADN-ul ambelor populații și, cu ajutorul ceasului molecular, a stabilit că momentul despărțirii a fost acum 19 milioane de ani, excluzând posibilitatea introducerii ciupercii de către oameni. Deși nu există diferențe morfologice între specimenele din Texas și din Japonia, există alte diferențe semnificative: în Texas, ciupercile cresc pe trunchiul și rădăcinile lui Ulmus crassifolia, în timp ce în Japonia preferă trunchiurile căzute ale lui Symplocos myrtacea și Quercus gilva. În Texas, cresc în zone care se inundă frecvent, spre deosebire de cele din Japonia. În ultimul rând, sporii japonezi pot fi crescuți pe substrat artificial, dar cei japonezi nu pot.

## Legăturiexterne
- en  Pagină la MycoBank
- en  Videoclip pe YouTube
- ja  キリノミタケ Chorioactis geaster de I. Asai – câteva fotografii